# Castillo de Moszna
El castillo de Moszna (polaco: Pałac w Mosznej) es un histórico castillo localizado en un pequeño pueblo de Moszna cerca de Prudnik, en Polonia. El castillo es uno de los monumentos más conocidos de la parte occidental de Alta Silesia. La historia de este edificio comienza en el siglo XVII, a pesar de que se encontraron bodegas más antiguas en sus jardines durante excavaciones llevadas a cabo a principios del siglo XX. Algunos investigadores, incluido H. Barthel, presumen que esas bodegas podrían ser restos de un castillo Templario, pero su teoría nunca ha sido probada. Tras la Segunda Guerra Mundial, nuevas excavaciones descubrieron una empalizada medieval.

## Historia

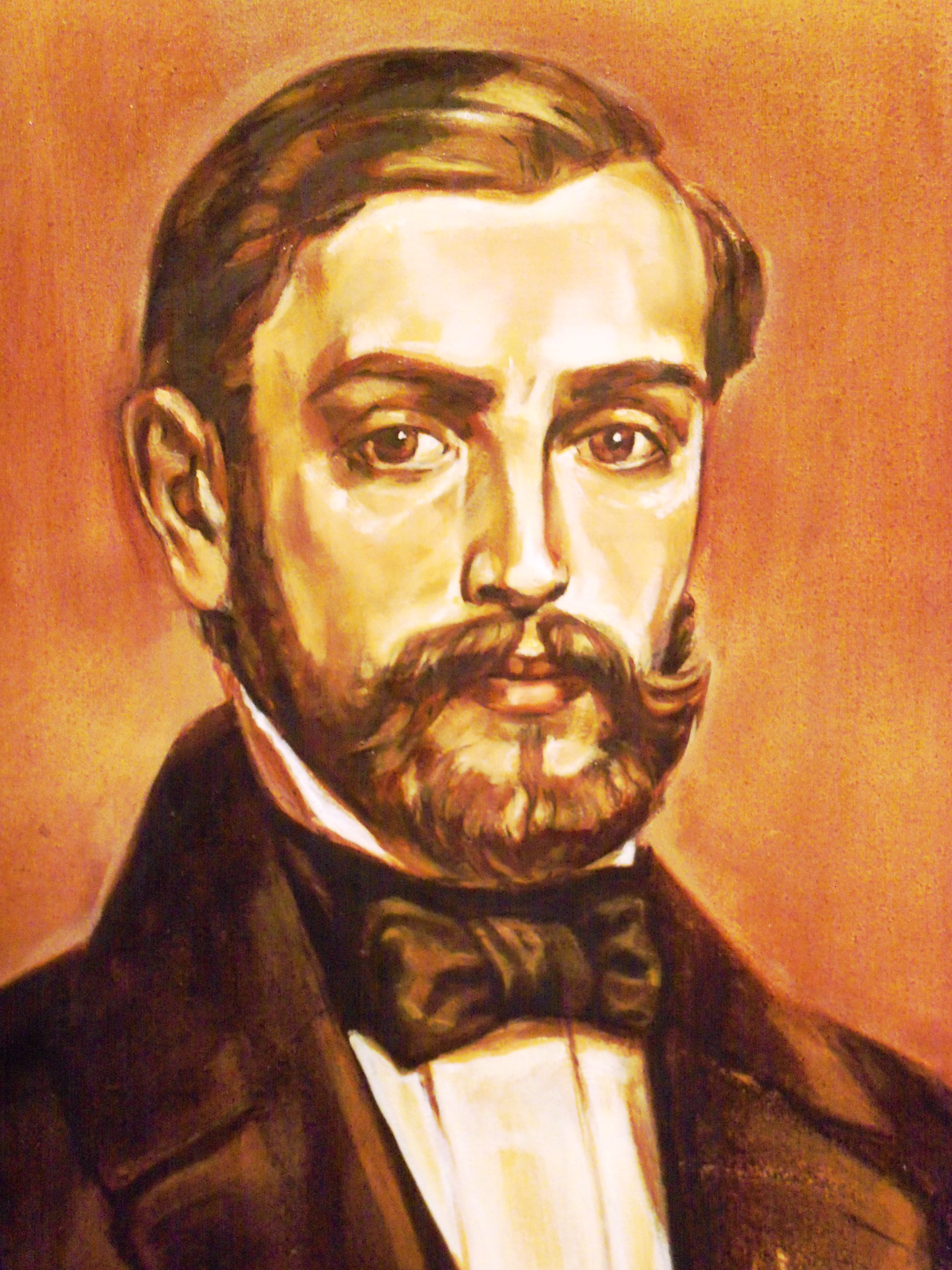
Hubert von Tiele-Winckler

La parte central del castillo es un viejo palacio barroco que fue parcialmente destruido por el fuego el 2 de abril de 1896 y luego reconstruido en su forma original en ese mismo año por Franz Hubert von Tiele-Winckler (el hijo de Hubert von Tiele-Winckler). Los trabajos de reconstrucción implicaron una ampliación de la residencia. El ala oriental del edificio, de estilo Neogótico, fue construida alrededor de 1900, junto con un invernadero de naranjos (orangerie) adyacente. En 1912-1914, fue construida el ala occidental en estilo Neo-Renacentista. La forma arquitectónica del castillo contiene una amplia variedad de estilos, por ello puede ser definido como ecléctico. La altura del edificio, así como sus numerosas torretas y agujas, dan sensación de verticalidad. El castillo entero tiene 99 torretas. Su interior contiene 365 habitaciones con una superficie de 7000 m² y un volumen de aproximadamente 65 000 m³. El castillo fue dos veces visitado por el Emperador alemán Guillermo II. Su participación en una cacería durante su estancia en el castillo fue documentada en una crónica escrita a mano en 1911, así como en el año siguiente.
El castillo de Moszna era la residencia de la familia silesiana Tiele-Winckler, quiénes fueron magnates industriales, desde 1866 hasta la primavera de 1945 cuándo fueron forzados a moverse a Alemania y el castillo fue ocupado por el Ejército Rojo. El periodo de control soviético causó un daño significativo al mobiliario interno del castillo en comparación al daño menor causado por la Segunda Guerra Mundial.
Después de la Segunda Guerra Mundial el castillo no tuvo un dueño permanente y fue casa de varias instituciones hasta que en 1972 se convirtió en un sanatorio. Ahora es un Centro Público de Cuidado de salud para tratamiento de Neurosis. Todavía puede ser visitado por turistas. El castillo tiene también una capilla que es utilizada como sala de conciertos. Desde 1998 el castillo alberga una galería de arte con trabajos de varios artistas que son presentadas en exposiciones regulares.
Aparte del castillo, el complejo incluye un parque, sin bordes precisos y que incluye campos cercanos, prados y un bosque. Sólo el eje principal del parque puede ser caracterizado como geométrico. Desde el portón de entrada, se dirige a lo largo de filas de robles y luego avenidas con castaños, hasta el castillo. Más allá, el parque pasa por una avenida de árboles de lima con canales simétricos que corren a lo largo de ambos lados del camino, delineado con unas cuantas variedades de azaleas. El eje del parque termina en la base del antiguo monumento de Hubert von Tiele-Winckler. En el lado oriental de la avenida hay un estanque con un islote llamado por los dueños como Isla del Este. El islote tiene plantados arbustos de hoja aguja y se puede llegar a través de un puente de estilo chino. El jardín, como parte de todo el parque, fue restaurado un poco antes que el castillo en sí. Documentos preservados de 1868 expresan que la mejora en la calidad estética del jardín fue emprendida por Hubert von Tiele-Winckler.

## Galería de imágenes

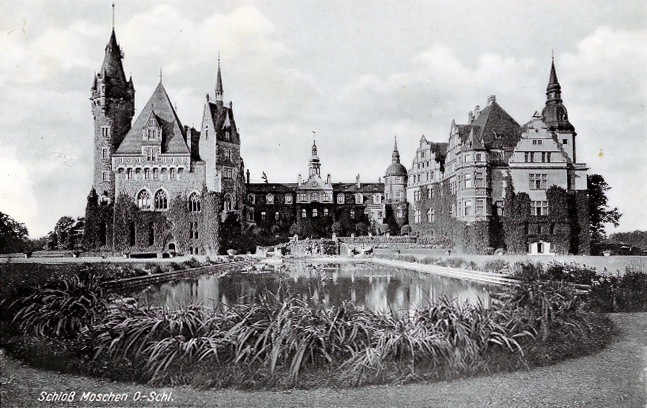
Vista histórica
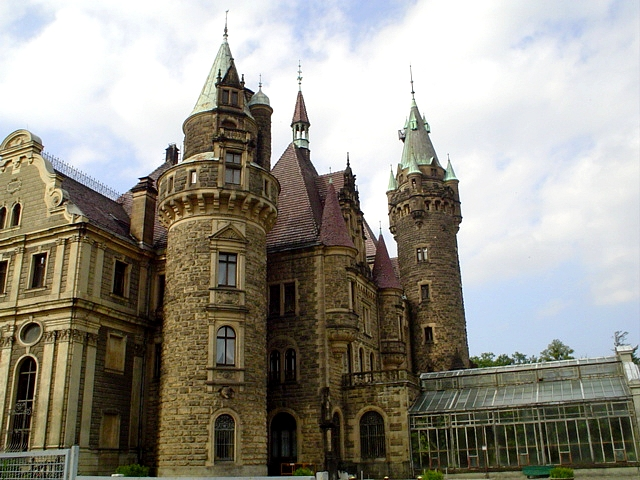
Castillo Moszna con su invernadero contiguo.
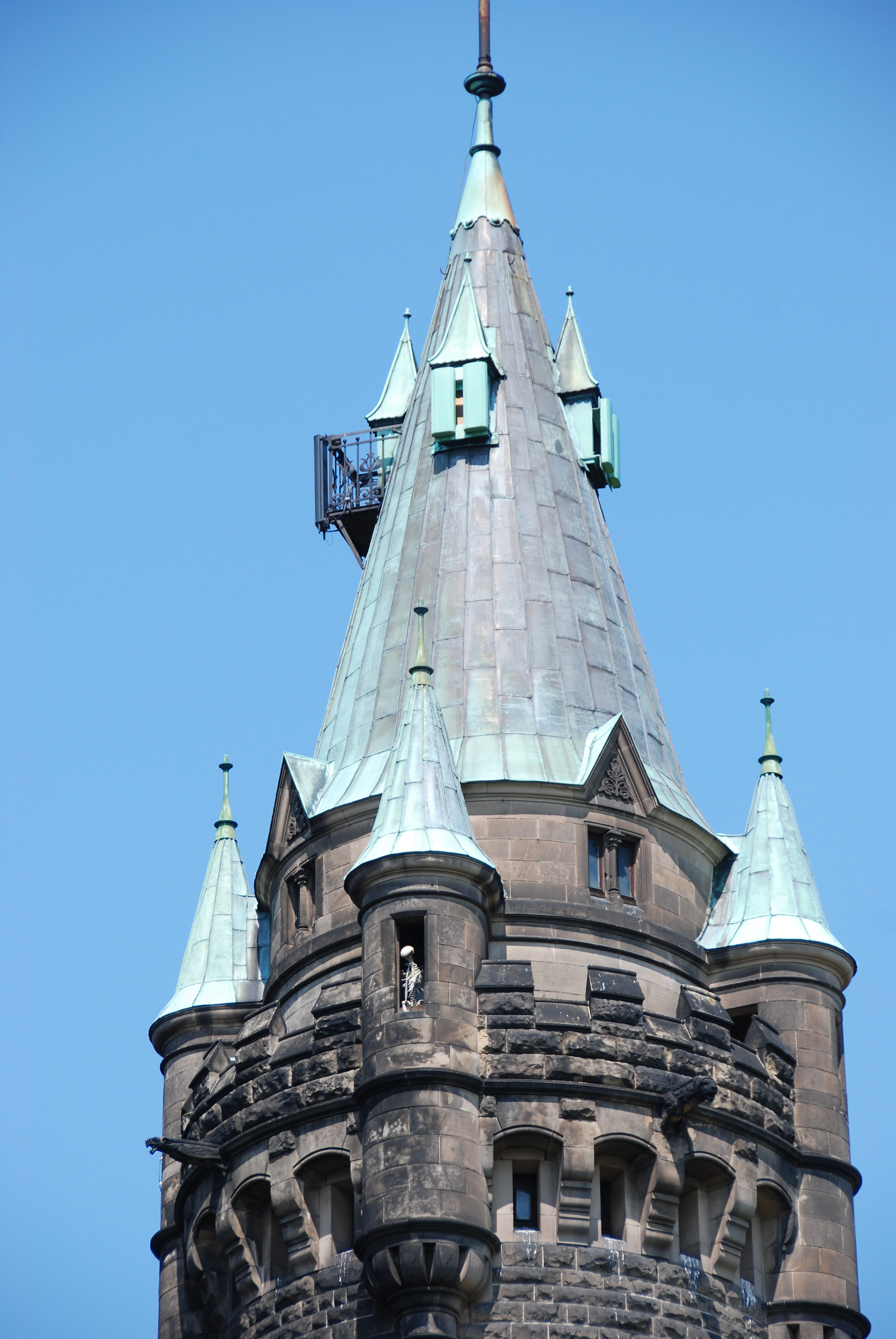
Una de las torres del castillo.
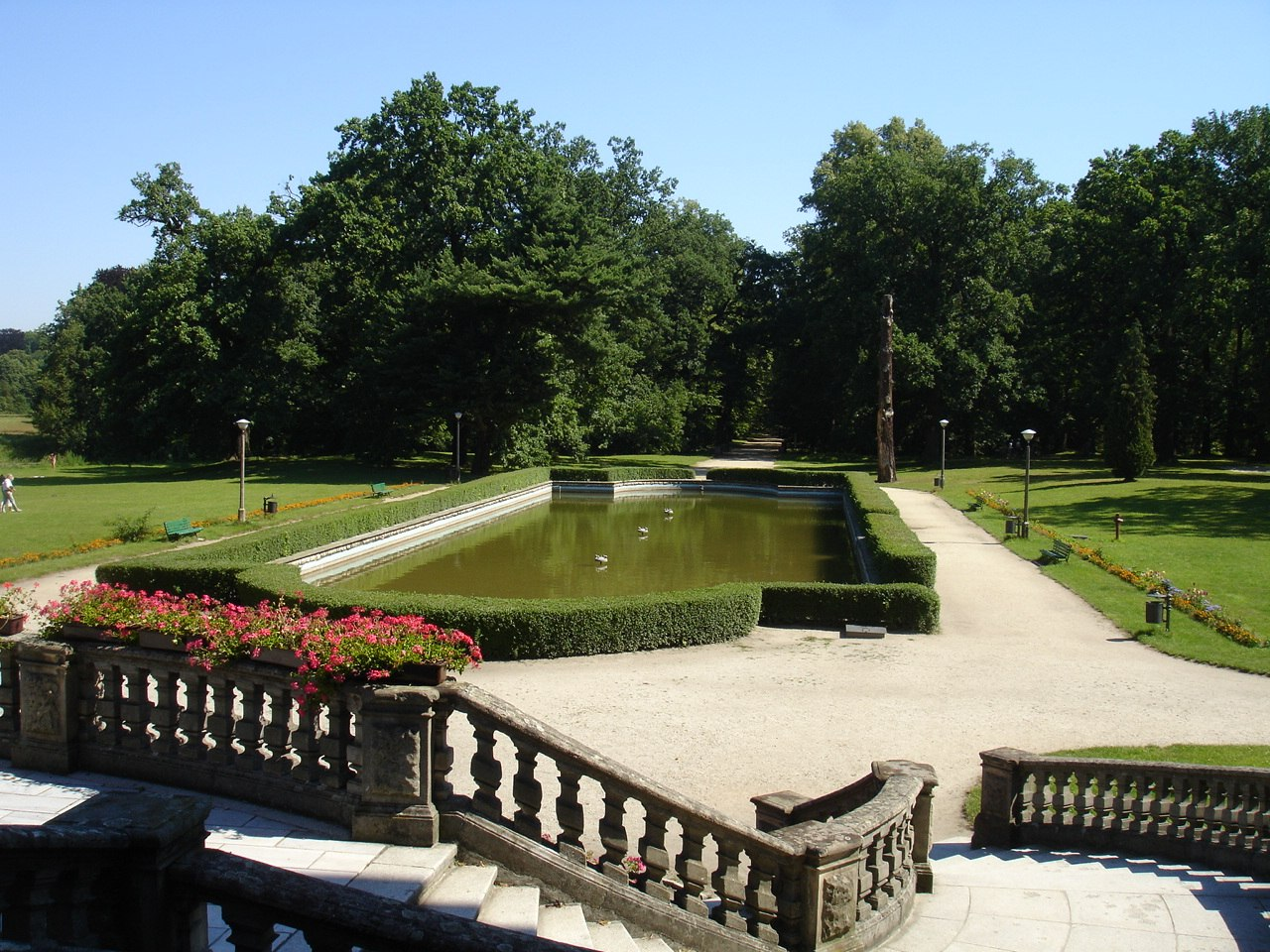
Un estanque del jardín del castillo
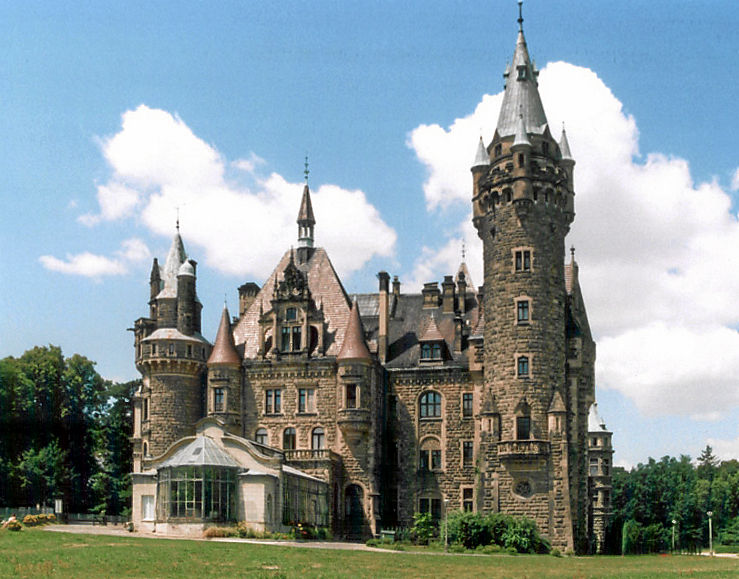
Vista general
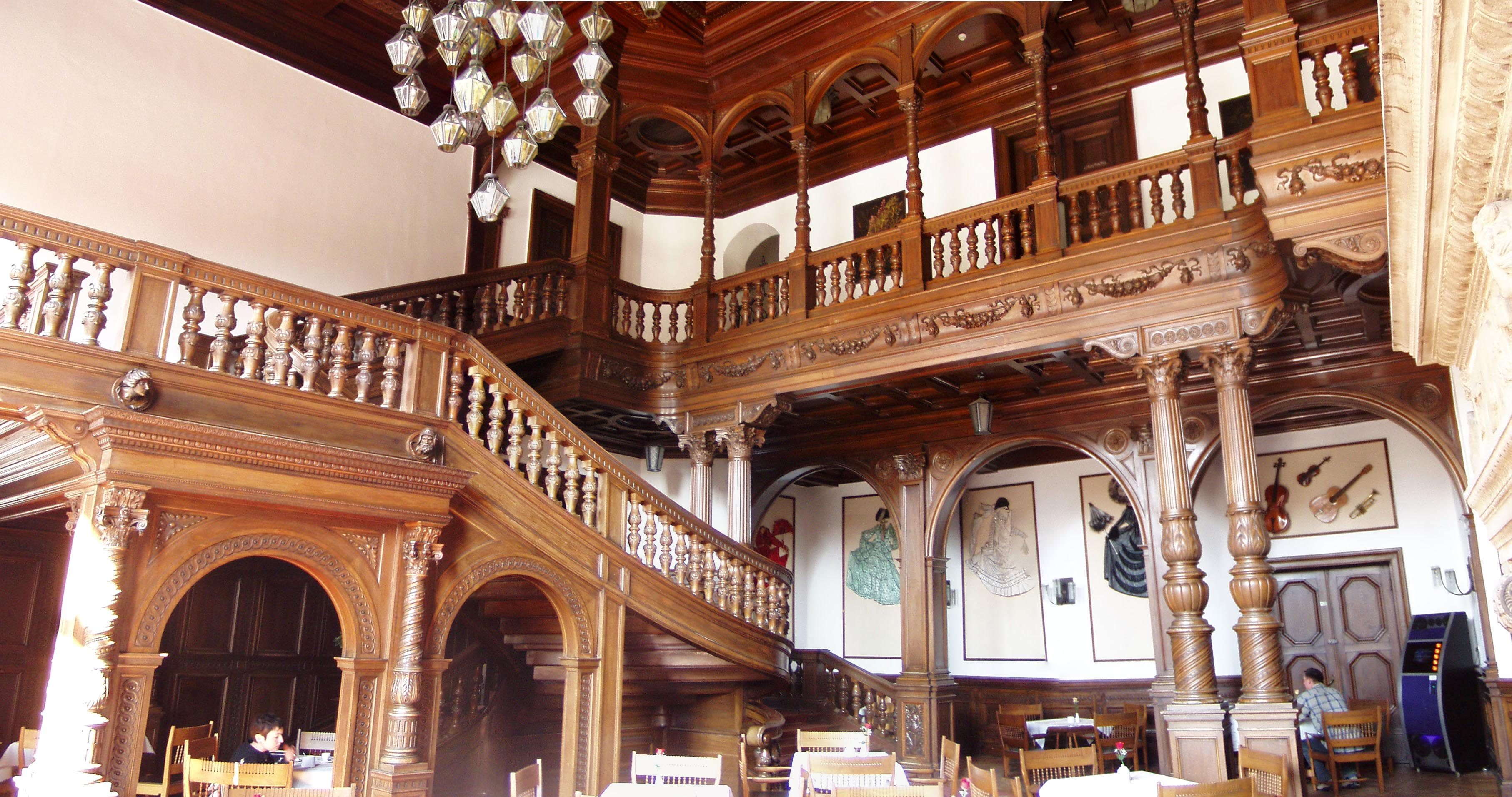
Interior del castillo